# St Martin’s Tower

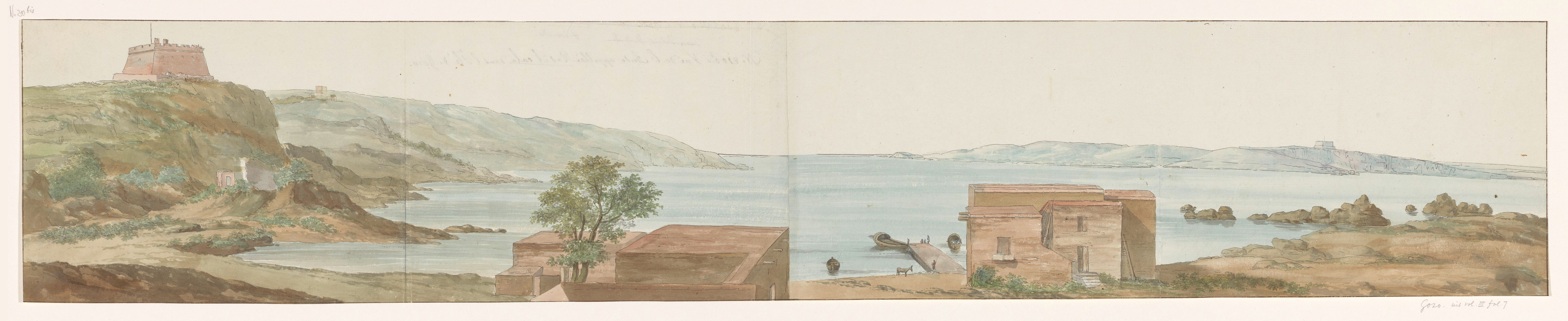
Blick auf den Hafen von Mġarr auf Gozo (1778), oben links ist der Garzes Tower zu erkennen.

St Martin’s Tower, auch Garzes Tower, italienisch Torre Garzes genannt, war der erste von den Johannitern errichtete Wachturm auf den maltesischen Inseln. Er diente als Vorbild der kurz darauf erbauten Wignacourt Towers und wird aufgrund seiner Entstehungszeit mitunter zu diesen Türmen gerechnet. Das Befestigungsbauwerk überwachte den Hafen von Mġarr auf der Insel Gozo.

## Geschichte
An der Wende vom 16. zum 17. Jahrhundert ging für Malta eine wachsende Gefahr von Überfällen türkischer Kriegsschiffe wie auch von Korsaren aus. Auch wenn die Belagerung von 1565 aus Sicht der Osmanen gescheitert war und sie die Seeschlacht von Lepanto 1571 verloren hatten, segelten immer wieder türkische Flottenverbände bedrohlich nahe an die maltesischen Inseln heran, 1574 suchte eine Flotte von etwa 300 türkischen Schiffen Zuflucht im Gozokanal. Auf Gozo selbst kam es 1583 und wiederum 1598 zu Plünderungen, bei denen auch Einwohner Rabats in die Sklaverei verschleppt wurden.
Unter der Herrschaft des Großmeisters Martin Garzes entstanden die ersten Pläne, die maltesischen Inseln mit turmartigen Befestigungsbauwerken zu sichern. Der Ritterorden beauftragte den italienischen Festungsbaumeister Giovanni Rinaldini mit der Neuorganisation der Verteidigung Gozos. Großmeister Garzes starb 1601 und hinterließ die Summe von 12.000 Scudi für den Bau eines Verteidigungsturms auf Gozo.
Die Bauarbeiten begannen 1605 und dauerten 1607 noch an. Der Turm wurde bis zum Ende der Ordensherrschaft als Verteidigungsbauwerk genutzt, wie die wenigen erhaltenen Beschreibungen und Abbildungen zeigen. Im Jahr 1848, unter britischer Herrschaft, wurde er abgebrochen und die Steine wurden verwendet, um eine Straße durch das Tal von Mġarr zu bauen.

## Beschreibung
Die wenigen Bildquellen geben nur ungefähr Größe und Umrisse des Turms wieder. Stephen C. Spiteri stellte in seinem 2013 erschienenen Aufsatz The Bastioned Towers eine auf diesen Darstellungen und Beschreibungen basierende dreidimensionale Rekonstruktion des St Martin’s Tower vor.

### Äußeres
Ähnlich der Festung auf der Isola di Capo Passero, die aus derselben Zeit wie der St Martin’s Tower stammt, erhob sich der massive zweigeschossige Turm in Form eines Pyramidenstumpfs auf quadratischem Grundriss und war „in der Art einer kleinen Festung gebaut“. Wie auch bei den später erbauten Wignacourt Towers befand sich der Eingang im ersten Stockwerk und konnte nur über eine Steintreppe und eine hölzerne Zugbrücke erreicht werden. Das Dach umgab eine Brustwehr mit vier Zinnen auf jeder Seite. An zwei der Ecken des flachen Dachs befanden sich Wachhäuschen (guérite). Zeitweilig stand mittig auf dem Dach ein quadratischer Turm in Form einer Vedette, der um 1720 errichtet wurde und zu Beginn des 19. Jahrhunderts nicht mehr vorhanden war.

### Inneres
Das Innere umfasste, einem Eintrag in den Akten des Ordens zufolge, „die namengebende Kirche San Martino, in der an allen hohen Festtagen die Heilige Messe gefeiert wird, […] dort gibt es alle Annehmlichkeiten für den dort wohnenden Kastellan, die Soldaten und deren Familien, Waffenkammer, Pulverkammer, und alles andere, was dem angenehmen Wohnen der dort ansässigen Leute dient.“ Selbst eine Taverne soll es dort gegeben haben. Bewaffnet war der Turm mit Artillerie, Musketen, Hellebarden und anderem Kriegsgerät sowie mit Munition wie Pulver, Blei und Kanonenkugeln.